# Aku Käyhkö
Aukusti "Aku" Käyhkö, född 3 maj 1887 i Kesälax, död 4 december 1945 i Helsingfors, var en finländsk skådespelare.
Käyhkö föddes i en lantbrukarfamilj i Kesälax. Efter mellanstadiet började han studera företagande och anslöt sig 1905 till Meri Roinis turnerade teater. Under en kort tid var han anställd vid teatern i Tammerfors. Åren 1923–1926 var han chef för teatern Koitto, 1928–1930 ledde han skolan för konstdans och åren 1931–1932 verkade han för Suomi-Filmi. Käyhkö medverkade i 30 filmer mellan 1923 och 1949. Kähykö var far till skådespelaren Kyösti Käyhkö och farbror till sångaren Kauko Käyhkö.

## Filmografi[2]
- Forsfararens brud, 1923
- Sockenskomakarna, 1923
- Kun isällä on hammassärky, 1923
- Meren ja lemmen aallot, 1926
- Timmerflottarens brud, 1931
- Meidän poikamme merellä, 1933
- Herrat täysihoidossa, 1933
- Syntipukki, 1935
- Onnenpotku, 1936
- Eteenpäin - elämään, 1939
- Under knutpiskan, 1939
- Halveksittu, 1939
- Takki ja liivit pois!, 1939
- En pojke med ruter i, 1939
- SF-paraati, 1940
- Skaldekonungen och flyttfågeln, 1940
- Var är min dotter?, 1940
- Poikani pääkonsuli, 1940
- Ketunhäntä kainalossa, 1940
- Perheen musta lammas, 1941
- Suomisen perhe,  1941
- Din intill döden, 1941
- Poikamies-pappa, 1941
- Onni pyörii, 1942
- Avioliittoyhtiö, 1942
- Uuteen elämään, 1942
- Förbjudna stunder, 1943
- Maskotti, 1943
- Vastamyrkky, 1945
- Pikku pelimannista viulun kuninkaaksi, 1949